# كهف بلمونت
كهف بِلمونت (Belmont Cave) عبارة عن كهف جاف من الحجر الجيري الأبيض يقع في قمرة قيادة البلد في جامايكا. يُعرف أيضًا باسم الكهف الأقطر، لكونه كهفًا واحدًا له مدخلين قريبين.

## التاريخ الطبيعي
مثل العديد من الكهوف في جامايكا، بلمونت هو مَجثم الخفافيش الرئيسي. ذرق الخفافيش يدعم بدوره عددًا كبيرًا من اللافقاريات من الجداجد الساكنة الكهوف (Nelipophygus) وجداجد الكهوف والذباب وعناكب الكهوف، بالإضافة إلى كونه موطنًا لضفدع حر الأصابع الكوندالي Eleutherodactylus cundalli.